# Lucio Titinio Pansa Saco
Lucio Titinio Pansa Saco  fue un político y militar romano del siglo IV a. C. perteneciente a la gens Titinia.

## Carrera pública
Titinio fue elegido tribuno consular en el año 400 a. C. Tito Livio dice que era de extracción patricia, pero los Titinios eran plebeyos. Obtuvo un segundo tribunado consular en el año 396 a. C. y se le encargó, con su colega Cneo Genucio Augurino, la guerra contra faliscos y capenates. En su transcurso, cayó en una emboscada, aunque consiguió reorganizar sus tropas en una colina donde resistió sin presentar batalla.